# Paromelix
Paromelix is een kevergeslacht uit de familie van de boktorren (Cerambycidae). De wetenschappelijke naam van het geslacht werd voor het eerst geldig gepubliceerd in 1907 door Aurivillius.

## Soorten
Paromelix omvat de volgende soorten:
- Paromelix pattersoni Aurivillius, 1915
- Paromelix unicolor (Quedenfeldt, 1883)